# Kiss Your Ass Goodbye
Kiss Your Ass Goodbye to wydany 21 czerwca 2005 roku singel amerykańskiego rapera Sheeka. Promuje album "After Taxes". Wyprodukowany przez Red Spyda.
W "Kiss Your Ass Goodbye" wystąpił gościnnie Styles P. Powstał do niego klip. Utwór ten znany jako "Bag 'Em". Jest to diss na 50 Centa.

## Lista utworów
1. "Kiss Your Ass Goodbye" (Radio Edit)
2. "Kiss Your Ass Goodbye" (Dirty Edit)
3. "Kiss Your Ass Goodbye"
4. "Get Money" (Radio Edit)
5. "Get Money" (Dirty Edit)
6. "Get Money"